# KANSHAして
「KANSHAして」（かんしゃして）は、SMAPの16枚目のシングル。1995年3月3日にビクターエンタテインメントから発売された。

## 概要
- 「KANSHAして」は林田健司の楽曲のカバーであり、オリジナルは林田のアルバム『RAPHLES V』（1994年）に収録されている。カバー曲ではあるが、もともとは林田がSMAPのために作った曲である[1]。
- 1995年7月7日発売の『SMAP 007〜Gold Singer〜』（wah wah version）、1995年11月22日発売の『BOO』（リミックスバージョン）、1997年3月26日発売の『WOOL』（wah wah version）、2001年3月23日発売の『Smap Vest』に収録されている。
- 『オリジナル スマイル』『SHAKE』『夜空ノムコウ』と同様、シングルが発売されて以降のコンサートで必ず披露されていた。
- 木村拓哉、森且行（森脱退後のコンサート、音楽番組では香取慎吾）にソロパートがある。
- 大サビの前のDメロ部分では稲垣吾郎と草彅剛のパートもある。
- アルバムバージョンは岩田雅之による全く異なるアレンジになっている。「wah wah version」と題されたアルバムバージョンはジャクソン5やスティービー・ワンダーらの作品に参加したワウ・プレイの名手Wah Wah Watsonのワウ・ペダル奏法がフィーチャーされ、その他にもドラムにヴィニー・カリウタ、トランペットソロにエリック宮城などが参加している。
- この年の第37回日本レコード大賞で「優秀作品賞」を受賞。SMAPが日本レコード大賞関連で賞を獲得した唯一の楽曲となった。
- カップリングの「仰げば尊し」はアルバム未収録。発売日の1995年3月3日には、『ミュージックステーション』において表題曲とともに披露された。間奏に木村がソロで歌うラップの部分があるが、歌詞カードには歌詞が記載されていない（ただし前述の番組内では歌詞が表示された）。

## チャート成績
- 1995年3月13日付のオリコン週間シングルランキングで、初週21.0万枚を売り上げ、初登場1位を獲得した。
- 累計売上は57.8万枚（オリコン調べ）。

## 収録曲
1. KANSHAして
作詞:戸沢暢美 / 作曲:林田健司 / 編曲:清水信之 / コーラスアレンジ:Candee
  - SMAP出演 NTT東日本「テレチョイス」 CMソング
2. 仰げば尊し
作詞:不明 / 作曲:不明 / 編曲:TEDDY & MELVIN / コーラスアレンジ:岩田雅之
3. KANSHAして（オリジナル・カラオケ）
4. 仰げば尊し（オリジナル・カラオケ）

## 収録アルバム
- SMAP 007〜Gold Singer〜（#1）
  - アルバム・バージョンを収録。
- BOO（#1）
  - リミックス・バージョンを収録。
- Wool（#1）
  - アルバム・バージョンを収録。
- Smap Vest（#1）

## 映像作品
KANSHAして
- SMAP 007 MOVIES〜Summer Minna Atsumare Party
- SMAP 010 "TEN"
  - 5人体制 初披露
- 1997 SMAP LIVE ス
- SMAP LIVE AMIGOS!
- LIVE BIRDMAN
- LIVE S map
- LIVE pamS
  - 稲垣が謹慎の為4人で披露
- Smap! Tour! 2002!
- Live MIJ
- Pop Up! SMAP LIVE! 思ったより飛んじゃいました! ツアー
- SMAP 2008 super.modern.artistic.performance tour
- We are SMAP! 2010 CONCERT DVD
- GIFT of SMAP CONCERT'2012
- Mr.S "saikou de saikou no CONCERT TOUR"
- Clip! Smap! コンプリートシングルス（イメージプロモーションエディット）